# Aktionsanalytisk organisation
Aktionsanalytisk organisation (AAO), även känt som AA-kollektiv, Muehl-kollektiv, Friedrichshofgrupper eller Friedrichshof-kollektivet var ett levnadskollektiv som omkring 1970 uppstod ur ett bostadskollektiv i Wien. Organisationen grundades av aktionskonstnären Otto Muehl och omfattade under sin blomstringstid närmare 600 medlemmar. Sommaren 1972 införde Muehl samtalstimmar för medlemmarna och såg dessa timmar som "aktionsanalys". Den teoretiska grunden för AAO gick tillbaka till Jean-Jacques Rousseaus återvändande till naturen, studentrörelsens marxism, Wilhelm Reichs "karaktärsanalys" och befrielse genom sexualitet, psykodramaterapi, Arthur Janovs primalskrik. Kollektivet hade även verksamhet i Sverige under år 1978. Kollektivet var omstritt och har betecknats från såväl kristet håll som av författarna Frank Nordhausen och Liane von Billerbeck som en "psykosekt". AAO såg sig själv som en icke-religiös organisation, vars principer stod för en "ny humanism". Organisationen upplöstes 1990.